# Pseudanchialina sibogae
Pseudanchialina sibogae är en kräftdjursart som beskrevs av Nouvel 1944. Pseudanchialina sibogae ingår i släktet Pseudanchialina och familjen Mysidae. Inga underarter finns listade i Catalogue of Life.